# El Progreso de Cacahuatepec
El Progreso de Cacahuatepec är en ort i Mexiko.   Den ligger i kommunen Acapulco de Juárez och delstaten Guerrero, i den södra delen av landet, 290 km söder om huvudstaden Mexico City. El Progreso de Cacahuatepec ligger 118 meter över havet och antalet invånare är 262.
Terrängen runt El Progreso de Cacahuatepec är platt. Runt El Progreso de Cacahuatepec är det ganska glesbefolkat, med 34 invånare per kvadratkilometer. Närmaste större samhälle är San Marcos, 16,5 km öster om El Progreso de Cacahuatepec. Omgivningarna runt El Progreso de Cacahuatepec är en mosaik av jordbruksmark och naturlig växtlighet.